# キャプテン・アメリカ/ザ・ファースト・アベンジャー
『キャプテン・アメリカ/ザ・ファースト・アベンジャー』（Captain America: The First Avenger）は、2011年のアメリカ合衆国のスーパーヒーロー映画。マーベル・スタジオ製作。主演はクリス・エヴァンス。
「マーベル・コミック」のアメリカン・コミックヒーロー『キャプテン・アメリカ』の実写映画作品としては、1990年の『キャプテン・アメリカ 卍帝国の野望』以来の新作。また、様々な「マーベル・コミック」の実写映画を、同一の世界観のクロスオーバー作品として扱う一大企画『マーベル・シネマティック・ユニバース』としては、第5作品目の映画となり、その中の『キャプテン・アメリカ』シリーズの第1作目。

## 概要
監督はジョー・ジョンストン。『マーベル・シネマティック・ユニバース』シリーズとしての次作である『アベンジャーズ』の監督ジョス・ウェドンも脚本に参加している。3D映画として公開された。日本では10月14日と全米公開から三か月遅れての公開となった。キャッチコピーは「なぜ彼は、世界最初のヒーローと呼ばれたのかー。」である。

## ストーリー
第二次世界大戦中の1942年3月。ナチスの将校：ヨハン・シュミットの部隊がノルウェーのトンスベルグを侵攻、オーディンから由来する強大なパワーを持つ「コズミックキューブ」（「四次元キューブ」との訳語もあり）を奪取。ニューヨークではスティーブ・ロジャースが戦争を終わらせたいという思いから、出身地を偽造して5回も軍への入隊を志願するも、貧相な体格と生まれつき病弱な体質から不合格となっていた。スティーブはゴロツキに殴られている所を親友のバッキー・バーンズに助けらた。バッキーと共に訪れた未来技術の展覧会の徴兵センターで兵士が募集されていることを知ったスティーブは最後の運試しとして入隊を申し込む。スティーブは偶然出会ったエイブラハム・アースキン博士に見出され、彼の計らいで「スーパーソルジャー計画」の被験者候補となり、SSRに徴兵される。チェスター・フィリップス大佐は当初スティーブを使う事に反対していたが、スティーブの勇気を知ることでアースキンの主張に納得した。実験前夜、アースキンは、「完璧でなくても善良な君のままで」とスティーブに酒を振る舞った。
ヨーロッパではシュミットが部下のアーニム・ゾラ博士にキューブを使わせ、新兵器のエネルギーを生成させた。さらにシュミットはアースキンのもとへスパイのハインツ・クルーガーを送り込んだ。アメリカでは「スーパーソルジャー計画」がフィリップスとペギー・カーターの立ち会いの下実行に移され、アースキンの指示でスティーブに超人血清が打たれ、ハワード・スタークが“ヴァイタ・レイ”照射機で「ベータ線」をスティーブに浴びせる。実験は成功し、スティーブは筋骨隆々な体格へと変化し、超人兵士となる。だがその直後、潜り込んでいたクルーガーにより実験場は爆破され、血清の入ったサンプルを持ち去られてしまう。アースキン博士は殺され、クルーガーは待機していた仲間と共に逃亡を図るが、超人的な身体能力を得たスティーブに捕まる。スティーブに素性を問われたクルーガーは自決、逃走の過程でサンプルも破損で失われてしまう。
アースキンの死により血清の製造法は失われ、スーパーソルジャー計画は凍結されてしまい、スティーブは唯一の超人兵士となってしまった。フィリップスは「個として強い兵士」ではなく「群として強い軍隊」を求めていたためスティーブにお役御免の通達を言い渡す。そしてスティーブは戦場へは出ることなく、米国上院議員ブラントの依頼で星条旗をモチーフにしたコスチュームを着て「キャプテン・アメリカ」というマスコットキャラクターとして活動し、国内の戦意高揚に大いに貢献した。1943年11月、兵士慰問をしにイタリアに来たスティーブは現地の兵士達から馬鹿にされていること、自分はただの見世物に成り下がり、命懸けで国のため戦おうとしていた初心を忘れていた事に気が付く。バッキーが所属する107部隊がヒドラによる襲撃を受け捕らわれたとの知らせを受けたスティーブは、ペギーとハワード・スタークに敵地上空まで輸送してもらい、単身でシュミット率いるヒドラの秘密基地へと乗り込んだ。バッキーやその仲間達は生きており、共に秘密基地を脱出する。バッキーと共に逃亡する最中、スティーブはシュミットと出会い、未完成の血清の副作用によってレッドスカルとなった彼の真の姿を目にした。
捕らわれた兵たちの救出を成功させて自軍へと帰還したスティーブは兵士達の信頼を勝ち取り仲間として認められ、バッキー、ダム・ダム・デューガン、ゲイブ・ジョーンズ、ジム・モリタ、ジェームズ・モントゴメリー・ファルスワース、ジャック・デルニエを率いて部隊を結成した。ハワード・スタークも戦闘服と盾をスティーブのために用意し、ヒドラの秘密基地はスティーブらの活躍により数多くが潰された。さらに部隊はゾラ博士が乗った列車を攻撃するが、反撃によって同行していたバッキーが谷底へと落とされてしまう。フィリップス大佐は捕らえたゾラ博士からシュミットが世界の主要都市の爆撃を計画している事を聞き出した。親友を失い悲しみに暮れるスティーブだったが、世界を救うため最後のヒドラの基地へと向かう。
正面から乗り込んだスティーブは捕まってたものの、彼を囮にして部隊が強襲。一気に基地を壊滅へと追い込むが、シュミットは爆弾を載せた飛行機ワルキューレで脱出する。離陸するワルキューレに乗り移ったスティーブはシュミットと死闘を繰り広げ、その最中にキューブが暴走しシュミットはいずこかへ飛ばされる。戦闘によって故障したワルキューレは制御不能となり、スティーブは爆弾をアメリカに到達させないためにワルキューレごと北極に沈めることを決めた。デートの約束をしていたペギーは操縦席に着いた彼と無線で再会の約束をするが、途中で通信は途絶えた。ハワードの捜索によりキューブの回収できたものの、遂にスティーブを見つけることは出来ぬまま捜索は打ち切られた。スティーブが消息を絶って間もなく第二次世界大戦は終結し、世界は平和を取り戻した。
そして70年後の現代。北極で氷漬けとなった飛行機と、その中に眠る盾が発見された。氷漬けになっていたスティーブはS.H.I.E.L.D.の基地に運ばれ治療を受け、目を覚ます。変わり果てたアメリカに驚愕するスティーブに、ニック・フューリーから新たな任務が言い渡される。

## 登場人物・キャスト

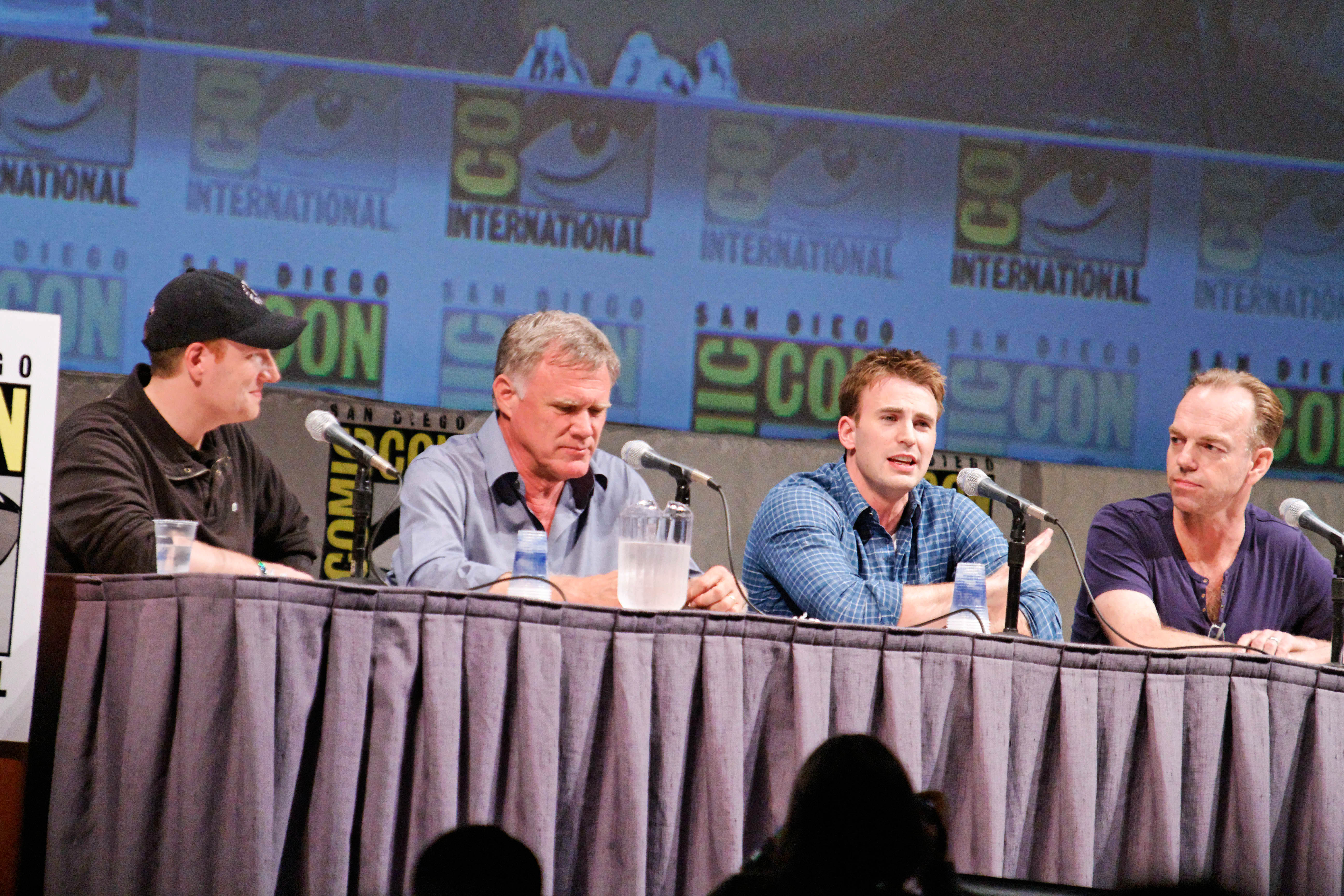
2010年のコミコン・インターナショナルでのケヴィン・ファイギ、ジョー・ジョンストン、クリス・エヴァンス、ヒューゴ・ウィーヴィング。

スティーブ・ロジャース / キャプテン・アメリカ
演 - クリス・エヴァンス、日本語吹替 - 中村悠一
1918年7月4日生まれ、ニューヨーク・ブルックリン出身で、後の世にアメリカの英雄“キャプテン・アメリカ”として名を残す青年。当初は小柄で極めて病弱だったが、アースキンの助力によって“スーパーソルジャー計画”最初の被験者に選ばれ、驚異的な身体能力を持つ超人兵士になり、国債活動やヒドラとの戦いに身を投じる。
マーガレット・エリザベス・“ペギー”・カーター
演 - ヘイリー・アトウェル、日本語吹替 - 園崎未恵
SSRの女性士官であり、イギリス・ロンドン出身。コードネームは“エージェント・カーター”。
SSRでスーパーソルジャー計画の候補生の監督業務から実戦参加まで幅広い任務を遂行する。その中でスティーブと惹かれあっていく。
ジェームズ・ブキャナン・“バッキー”・バーンズ
演 - セバスチャン・スタン、日本語吹替 - 白石充
1917年3月10日生まれで、スティーブの少年時代からの無二の親友。スティーブに先駆けて徴兵され、第107連隊に軍曹として配属。後にSSRのハウリング・コマンドーズの一員となり、幾多の戦場でスティーブ/キャプテンの良き相棒として支え続けていく。
チェスター・フィリップス
演 - トミー・リー・ジョーンズ、日本語吹替 - 谷口節
アメリカ陸軍大佐にして、SSR指揮官。スーパーソルジャー計画の責任者であり、徹底した石頭の老兵。
ヨハン・シュミット / レッドスカル
演 - ヒューゴ・ウィーヴィング、日本語吹替 - 山路和弘
ナチスの極秘科学部門“ヒドラ”創設者にして将校。オカルトやチュートン神話をヒトラー以上に信奉し、それらの力を狂信する野心家のアーリア人。超人血清を投与させ、頭頂部から首の皮膚が禿げて赤くなった。本作のメインヴィランとして、ヒドラによる世界制服へと乗り出す。
ハワード・スターク
演 - ドミニク・クーパー、日本語吹替 - 野島裕史
巨大軍需産業“スターク・インダストリーズ”の若社長である、“アメリカで最高の機械工学士”を自称する天才発明家。SSRに技術者としてスーパーソルジャー計画に技術提供している。スティーブの強化を成功させたその後もスティーブやハウリング・コマンドーズたちの装備も開発するなどサポートし、彼もまたスティーブやペギーたちと親しい戦友となる。
アーニム・ゾラ
演 - トビー・ジョーンズ、日本語吹替 - 佐々木睦
シュミットに協力する天才科学者で、スイス人。当初はテッセラクトに対する科学的興味から協力し、シュミットへの恐怖心から従っていたが、ヒドラの忠実な信奉者となり、シュミットに続く副司令官となる。
戦後はSSRの捕虜として活動するが、その裏でヒドラ再興にも暗躍する。
ティモシー・“ダム・ダム”・デューガン
演 - ニール・マクドノー、日本語吹替 - 志村知幸
原作では山高帽を被りニック・フューリーから“ダム・ダム”（dum-dum、"アホ"）と親しまれるS.H.I.E.L.D.のベテランエージェント。本作では山高帽を被った元・107連隊の髭面の巨漢。
ゲイブ・ジョーンズ
演 - デレク・ルーク、日本語吹替 - 乃村健次
元・107連隊の一員で、ジョージア州メイコン出身。ハウリング・コマンドーズの重火器の専門家である黒人。
MCUドラマ『エージェント・オブ・シールド』のシーズン1と2には、彼の孫であるS.H.I.E.L.D.のエージェント“アンソニー・トリプレット”が登場する。
ジャック・デルニエ
演 - ブルーノ・リッチ、日本語吹替 - ふくまつ進紗
元・フランスのレジスタンスの一員で、ハウリング・コマンドーズの爆発物の専門家。
ジェームズ・モントゴメリー・ファルスワース
演 - JJ・フィールド、日本語吹替 - 宮内敦士
元・英国第三独立パラシュート連隊の一員で、ハウリング・コマンドーズの戦略の専門家である少佐。
ジム・モリタ
演 - ケネス・チョイ、日本語吹替 - 遠藤大智
元・107連隊の一員で、ハウリング・コマンドーズの通信兵・技術の専門家である日系アメリカ人。
『スパイダーマン:ホームカミング』には、彼と瓜二つの孫であるミッドタウン高校の校長“モリタ”が登場する。
ハインツ・クルーガー
演 - リチャード・アーミティッジ、日本語吹替 - 川原慶久
ヒドラのスパイ。シュミットから超人血清強奪とアースキン抹殺の命を受け、スーパーソルジャー計画の実験場となったブルックリンのSSRの秘密基地に潜入する。
ギルモア・ホッジ
演 - レックス・シャープネル、日本語吹替 - 樋口智透
SSRの新兵の1人で、スティーブとは同期入隊。
ブラント
演 - マイケル・ブランドン、日本語吹替 - をはり万造
アメリカ上院議員。アメリカ軍やSSRに大きな影響力を持つ。
タワー・キーパー
演 - デイビッド・ブラッドリー、日本語吹替 - 浦山迅
ノルウェーのトンスベルグの塔の番人を務める老人。塔内に隠したテッセラクトを守っていたが、シュミットらに奪われてしまい、自身も無惨に射殺される。
プライベート・ロレイン
演 - ナタリー・ドーマー、日本語吹替 - 行成とあ
SSRの女性2等兵。ロンドンの地下に構えられたSSRの秘密基地では、フィリップスの傍に立っていることが多かった。
S.H.I.E.L.D.エージェント
演 - アマンダ・リゲッティ、日本語吹替 - 東條加那子
約70年後の現代で目を覚ましたスティーブが、最初に目にした女性。ニューヨークにあるS.H.I.E.L.D.の施設でSSRの軍服に身を包み、目覚めたスティーブに声をかける。
コニー
演 - ジェナ・ルイーズ・コールマン、日本語吹替 - 山根舞
バッキーのガールフレンド。万国博覧会で、バッキーとデートを楽しむ。
エイブラハム・アースキン
演 - スタンリー・トゥッチ、日本語吹替 - 多田野曜平
ドイツのアウクスブルク出身の科学者で、ドイツからアメリカに亡命してきたSSR代表。スーパーソルジャー計画の中核となる超人血清の製造法を知る唯一の人物である。SSRでスーパーソルジャー計画の被験者探しに慎重を期して打ち込む最中に出会ったスティーブに希望を見出し、彼を被験者候補としてSSRに入隊させて実験を行い、見事にスティーブを屈強な身体へと強化させた。しかしその直後、クルーガーに撃たれ、スティーブに恩師として前述のメッセージを忘れないようにと諭し、息を引き取る。
なお、本キャラクターを演じたスタンリー・トゥッチは、後に「最高の役、最高の仕事だった」と振り返っている。
ニック・フューリー
演 - サミュエル・L・ジャクソン、日本語吹替 - 手塚秀彰
S.H.I.E.L.D.の長官。
カメオ出演
将軍
演 - スタン・リー
スティーブの叙勲式に出席していた老将。
- その他の日本語吹き替え：家中宏、佐藤祐四、丸山壮史、小野塚貴志、松本忍、広田みのる、玉野井直樹、片貝薫、真田五郎、岡哲也、林和良、青木強、中西としはる、かぬか光明、安達貴英、茶花健太、杉村憲司、合田絵利、宗川めぐみ、早志勇紀、志田有彩、星野健一、ラヴェルヌ拓海、諸星すみれ、小宮明日翔

## 設定・用語

### キャップの主装備・ビークル
本作でスティーブ/キャップは、“キャプテン・アメリカの盾”、“ユニフォーム（ハワード・スターク製）”、“ハーレーダビッドソン WLA"リベレーター"”を装備する。

### 戦略科学予備軍SSR
概要
SSRとは、“S”trategic “S”cientific “R”eserveの略称。連合軍によって優秀な人材で創設されたアメリカの軍事組織である。スーパーソルジャー 計画推進後は、大統領命令でヒドラとの戦闘を主任務とするようになる。
ハウリング・コマンドーズ
ヒドラ壊滅作戦のリーダーとなったスティーブが、救出した捕虜の中から数名をスカウトして結成した、SSRの少数精鋭部隊。
スーパーソルジャー計画
アースキンを中心に研究が行われた、超人血清によって強化された“超人兵士”を複数生み出すための人体実験計画。被験者に選ばれたスティーブは、実験の際に叫びながら苦痛に耐え、強化された。
だが、その直後にアースキンが殺害されたため、計画の続行は不可能となる。

#### 関連施設
キャンプ・リーハイ
アメリカのニュージャージー州・ウィートンにある、SSRの訓練施設。
スーパーソルジャー計画研究室
ブルックリンの地下に構えられた極秘施設。出入り口は地上の骨董品店内にあり、基地施設。ここの観覧ブース付きのラボでスティーブを被験者とした実験が行われる。
イタリア基地
1943年11月頃にSSRも常駐していた、連合軍のイタリア前線の基地。同時期にスティーブは、兵士慰問ツアーを行った。
ヨーロッパ本部
SSRが大統領命令で対ヒドラ戦に臨むために、ロンドンキング・チャールズ・ストリート地下の掩蔽壕に構えた秘密基地。

#### アイテム・装備・ビークル
超人血清
アースキンが開発した、スーパーソルジャー計画の中核となる人体強化用の薬品。
制服
SSRの正規軍人は、関連施設ではモスグリーンを基調とし、金色のSSRのバッジを付けた軍服を着用する。女性軍人用には、モスグリーンのほかにもブラウンを基調とする軍服も存在する。
銃火器
- ハンドガン

- M1911A1 - スティーブやバッキーがサブウェポンとして愛用する。
- ワルサーPPK - ペギーが愛用する。
- S&W M10 - SSRロンドン基地のラボに置かれていた。
- ウェブリー Mk VI - ファルスワースが愛用する。

- サブマシンガン

- ステン Mk.II SMG - ファルスワースが愛用する。
- トンプソン・サブマシンガン

- M1921 - SSRニューヨーク基地に繋がる骨董品店の老婆が使用する。クルーガーも老婆を射殺して奪取・利用する。また、スティーブも国債活動のプロパガンダ映画撮影で使用した。
- M1928A1 - ペギーやバッキー、ゲイブが使用。

- M3/M3A1グリースガン - モリタが愛用する。
- ウィンチェスターM1897 - ダム・ダムが愛用。クライマックスではフィリップスも使用する。

- ライフル

- M1ガーランド - SSR一般兵の主要装備。
- U.S.M1カービン - デルニエが愛用する。
- M1941ジョンソン小銃 - バッキーが愛用する。

- 重機関銃

- ブローニング M1919A4 - ゲイブが愛用する。

手榴弾・爆弾
- マークII手榴弾（偽物）- フィリップスが抜き打ちテストで、訓練中のSSRの新兵たちに投げ込む。
- ミルズ型手榴弾 - ファルスワースが肩に複数携行する。
- トラック爆弾 - ハワードがハウリング・コマンドーズのために開発した、携帯用磁気爆弾。スターク・インダストリーズのロゴがプリントされており、デルニエは磁気プレートが内蔵されたこの爆弾をヒドラの車両に貼り付けて爆破した。

ビークル
- GMC CCKW

- GMC CCKW 352 カーゴトラック
- GMC CCKW 353 カーゴトラック353

- ウイリスMB キャンプ
- ビュイック・スペシャル
- ダッジ WC-54
- M4中戦車
- M36ジャクソン

この他にも、SSRや旧アメリカ軍のものではないが、ハワードが重力展開技術を搭載したキャデラック・シリーズ 62を技術博覧会で披露し、M4A4とM3軽戦車が劇中のプロパガンダ映画に登場している。また、航空機ではA-20 ハボックが新兵採用センター内のポスターに描かれ、ハワードの自家用機であるビーチクラフト モデル 18なども登場し、さらに約70年後のラストシーンではS.H.I.E.L.D.がアキュラ・MDX YD2型を運用する。

### ヒドラ
概要
ヒドラとは、シュミット率いる秘密結社である。戦時中の全世界の中でも特に優れた科学技術を有し、最先端の兵器を数多く生み出してきた。
元々はナチスの極秘科学部門だったが、レッドスカルがテッセラクトを手に入れ新兵器を完成させ、ナチスから独立し世界征服を目論むようになる。

#### 関連施設
本部基地
オーストリアのアルプス地表の下152メートルに構えられた、ヒドラの本拠地。
兵器工場
オーストリアのクラウスバーグの山に囲まれた兵器工場。

#### アイテム・装備・ビークル
ヒドラのオリジナルの兵器やビークルは、滑らかな形状のものがほとんどである。
テッセラクト
本作のキーアイテムとなる、比類なきエネルギーを内包した青白い立方体。
ジッポー
クルーガーが使用する、リモコン爆弾の起爆や、後述のフィーザー・ドルシュを起動させるジッポー型万能装置。
銃火器
ヒドラの構成員が使用する銃火器の多くは、一部を除いてテッセラクトの力を組み込んだため、ビームパルスガンとなっており、ビーム1発で人間を跡形も無く消滅させる威力を発揮する。
- ビームパルスガン

- ルガーP08（カスタムモデル） - シュミットが愛用するハンドガン。
- アーニミレーション99L 攻撃用武器 - 太めで銀色の銃身が特徴のアサルトライフル。上半身に装着するベスト状の本体と、チューブで繋がった左右1対の重装型も登場する。

- 実弾銃

- ワルサーP38 - クルーガーが愛用するハンドガン。スティーブの国債活動のキャンペーン・ショーに登場するヒトラー役の役者も握っている。
- M40 - トンスベルクに乗り込んだヒドラの兵士が所持していたサブマシンガン。

火炎放射器
一般兵が装備する火炎砲。
冷エネルギー・キャノン砲
シュミットがナチスの査察官たちの射殺に使用したパルス・キャノン砲。
ナイフ
クルーガーや一般兵が使用する、近接格闘用の武器。
主なビークル
V16ヒドラ・シュミット クーペ
7メートル半もの長さの車体が特徴のシュミットの愛車であるオープンカー。
リントヴルム5 モーターバイク
一般兵が使用するオートバイ。
特急列車EB912
ヒドラが保有する特急列車。
フィーザー・ドルシュ
1人乗りのジェット推進式小型潜水艦。
パラサイト
ヒドラが保有する小型ジェット戦闘機の一種。トリープフリューゲルに酷似しているが、核兵器を上回る小型爆弾である。
ワルキューレ
ホルテン Ho229に酷似した戦闘爆撃機。アメリカの各主要都市の一斉爆撃を狙うシュミットによって運用された。
その他のビークル
- 軍用車両・戦車

- M35 2.5tトラック - スティーブも兵器工場に浸入する際に乗り込む。
- FV432
- ベルリエ GBC 8 KT
- Sd Kfz 221 - パルス・キャノンと火炎放射器を装備した小型戦車のカスタムモデル。兵器工場からの脱出時には、ダム・ダムとゲイブ、ファルスワースの3人が利用し、基地への帰還に持ち帰った。後に別車両をデルニエが爆破している。
- ラーテ - “グレンデル900 ヘビーキャノン”

- 航空機

- フォッケウルフ トリープフリューゲル - ヒドラが保有するジェット戦闘機の一種。シュミットが兵器工場からの脱出時に搭乗。

この他にも、ヒドラのものではないが、クルーガーが強奪・運転したタクシーとしてコルベット・マスター[GB]が登場し、クルーガーを追ったスティーブもこの車両の右助手席のドアを盾に使っている。

### その他の組織・行事
第107歩兵連隊
ニューヨーク州の7番目の州兵連隊。第一次世界大戦ではスティーブの父親も所属しており、本作前半ではバッキーが軍曹として出向した。
万国博覧会
ニューヨークのフラッシング・メドウズ・コロナ・パークで開催された、最先端の技術博覧会。
国債活動
強化されたにもかかわらず戦地への出向を許可されなかったスティーブが、ブラントの依頼でUSOに参加して数ヶ月間行った、アメリカの戦争遂行財源を確保するためのプロパガンダ。
S.H.I.E.L.D.
SSRを前身とする現代の国際平和維持組織。氷漬けになって眠っていたスティーブをニューヨークの施設へ収容・保護する。

### その他の地域・施設
北極海
高緯度に存在する海域。戦時中、スティーブは操縦系統が故障したまま飛行するワルキューレを、アメリカに到達させまいと手動操縦でここの氷海に落とすことに成功したのと引き換えに、自身も氷海の底に沈んで氷漬けとなった。
そして70年後の物語の冒頭、ここにやって来た科学者たちが発見したワルキューレの残骸にレーザー加工機で穴を開けて入り込むと、キャプテンの盾を発掘し、冷凍睡眠状態だったスティーブも発見する。
ノルウェー・トンスベルグ
教会
テッセラクトが隠されていた古い塔。大昔にアスガルドの王“オーディン”が残したテッセラクトを、ユグドラシルの彫刻を施した壁面に厳重に隠し、タワー・キーパーたちが長年守り続けてきたが、シュミットらの襲撃を受けてテッセラクトは奪われ、この塔も破壊されてしまった。
アメリカ・ニューヨーク州
タイムズスクエア
マンハッタンのミッドタウンにある繁華街。北極海から発見された冷凍睡眠状態のスティーブは、そこに構えられたS.H.I.E.L.D.のオフィスに収容され、1940年代の病室を再現したセット内に寝かせられる。

## 製作

### 企画
1997年4月、マーベル・スタジオズは、映画『キャプテン・アメリカ』製作のためにマーク・ゴードンとゲイリー・レヴィンソンと交渉し、更にラリー・ウィルソンとレスリー・ボームをスクリプト執筆のために準備させていた。2000年5月、マーベルは映画への融資援助のためにArtisan Entertainmentと共同した。しかし、『キャプテン・アメリカ』の著作権を巡ってマーベル・コミックとジョー・サイモンが訴訟を起こしたために企画は中断した。訴訟は2003年9月に決着した。2005年、マーベルはメリルリンチから5億2500万ドルの融資を受け、『キャプテン・アメリカ』を含む10本の映画を製作することが決まった。また、パラマウント映画が映画を配給する契約を結んだ。
　プロデューサーのケヴィン・ファイギによると、企画当初、映画のおよそ半分が第二次世界大戦の時代を舞台にしたストーリーが予定されていた。2006年2月、プロデューサーのアヴィ・アラドは2008年夏公開を希望していることを明かした。また、ジョン・ファヴローが本作をコメディ映画として製作する為にアラドに接近したが、結局彼は『アイアンマン』を監督することになった。7月、子供の頃キャプテン・アメリカのファンだった というデヴィッド・セルフがスクリプト執筆の為に雇われた。この他、マイケル・フランスも興味を示していた。
　映画製作は2007年から2008年にかけての全米脚本家組合ストライキの間、一時保留されていたが、2008年1月、マーベル・エンターテインメントは本作を含むプロジェクトを進行させるためにすぐに脚本家組合と協議を開始した。2008年5月5日、マーベルは映画『ザ・ファースト・アベンジャー: キャプテン・アメリカ』（The First Avenger: Captain America）を2011年5月6日に公開すると発表した（後に同年7月22日に変更）。2008年11月、最終的に監督はジョー・ジョンストンに決定し、また、クリストファー・マルクスとスティーヴン・マクフィーリーがリライトの為に雇われた。ケヴィン・ファイギは監督がジョンストンに決定した理由について、「『スター・ウォーズ』旧3部作の特殊効果、『ロケッティア』、『遠い空の向こうに』などの過去の仕事ぶりから彼がふさわしいと判断した」とのこと。

### プリプロダクション
2009年12月、ジョー・ジョンストンは2010年6月クランクインを計画していると発言した。ジョンストンは、レッドスカルが映画のメイン・ヴィランになり、第二次世界大戦期のスーパーチームであるインベーダーズを後半で登場させたいと明かした。2010年3月22日、バラエティ誌はにクリス・エヴァンスがキャプテンアメリカ、ヒューゴ・ウィーヴィングがレッドスカルに決まったと報じた。また、4月までにキャプテンアメリカの相棒のバッキー・バーンズにセバスチャン・スタン、恋人のペギー・カーターにヘイリー・アトウェルが決まり、タイトルが『ザ・ファースト・アベンジャー: キャプテン・アメリカ』（The First Avenger: Captain America）から『キャプテン・アメリカ: ザ・ファースト・アベンジャー』（Captain America: The First Avenger）に変更された。また後日、『アベンジャーズ』を脚本・監督するジョス・ウィードンが脚本に参加することが報じられた。サミュエル・L・ジャクソンはインタビューでニック・フューリーが映画に登場することを明かし、また、ケヴィン・ファイギは米国陸軍レンジャーズのハウリング・コマンドーとして同キャラクターが登場すると述べた。5月6日、ヒート・ヴィジョン誌はアーニム・ゾラ役をトビー・ジョーンズにするために最終交渉中であると報じた。また5月、『アイアンマン』のジョン・ファヴロー監督はMTVのインタビューで若きハワード・スタークが本作に登場することを明かした。他に、ヘイリー・アトウェルの発言からトミー・リー・ジョーンズが出演することがわかった。6月7日にはダム・ダム・デューガン役でニール・マクドノーが、アースキン博士役でスタンリー・トゥッチが出演することが判明した。

### 撮影

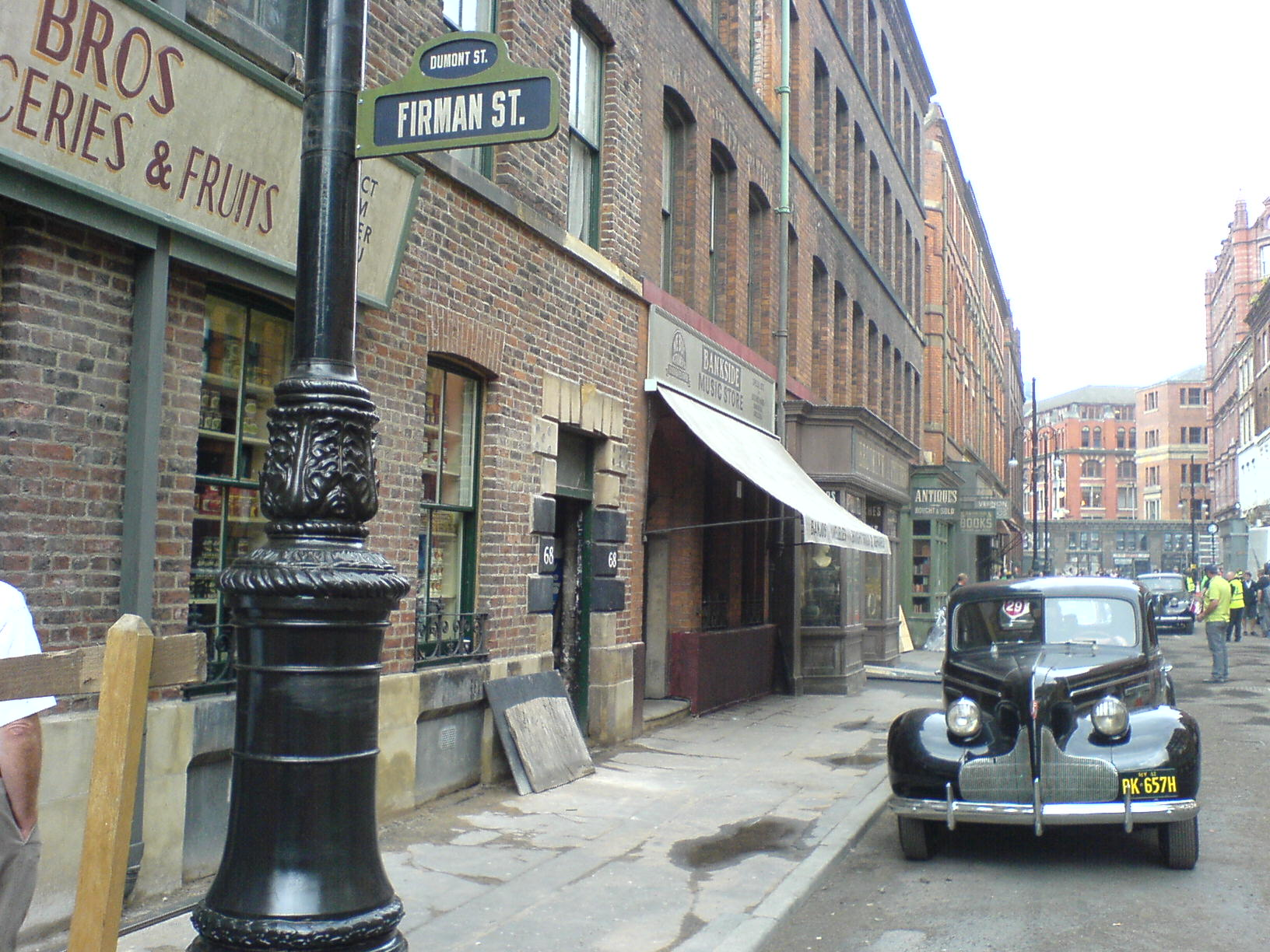
マンチェスターのセットの写真。

撮影は2010年6月28日より開始された。同日、マーベルにより、トミー・リー・ジョーンズがチェスター・フィリップス米軍大佐役で、翌日にはドミニク・クーパーが若きハワード・スターク役で出演することが発表された。まず最初に『Frostbite』というワーキング・タイトルの下で、マンチェスター大学付近で撮影が行われた。このロケ地は1940年代のニューヨーク市マンハッタンのローワー・イースト・サイドと似た場所を捜した結果選ばれた。7月下旬にはロケ地をロンドンに移して行われ、9月にはウェールズのカーウェントで戦争シーンが撮られる計画であった。
2010年7月、『ロサンゼルス・タイムズ』誌は2Dで撮影された本作が3D映画に変換される予定であることを報じた。

### ポストプロダクション
スタンリー・トゥッチによると、2010年11月には自分のシーンの撮影が完了しており、残り3週間で全撮影を終える段階であった。2011年2月、アラン・シルヴェストリが映画音楽を手掛けると報告じられた。3月、CraveOnlineは4月にイギリスとロサンゼルスで再撮影が行われると報じた。4月23日、ニューヨークのタイムズスクエアにて一場面の撮影が行われた。
映画では1600個近くの視覚効果が使われ、13の会社が分担して行った。

## サウンドトラック
『キャプテン・アメリカ/ザ・ファースト・アベンジャー  (サウンドトラック)』
2011年6月、ブエナ・ビスタ・レコードよりサウンドトラックの詳細が発表された。アルバムの映画音楽はアラン・シルヴェストリが制作し、さらに主題歌の「Star Spangled Man」をアラン・メンケンが作曲、デヴィッド・ジッペルが作詞した。録音はロンドンのAIRスタジオで行われ、2011年7月29日にウォルト・ディズニー・レコードから発売された。

## 公開
ワールド・プレミアは2011年7月19日にカリフォルニア州ハリウッドのエル・キャピタン・シアターで行われた。同月21日にはコミコン・インターナショナルで上映された。翌22日よりアメリカ合衆国とカナダで一般公開が始まった。
　パラマウントは国際配給の際に、アメリカ色の強いタイトルを避けたい国には『ザ・ファースト・アベンジャー』の副題のみで公開できるよう選択肢を与えた。結果、ロシア、韓国、ウクライナではそのタイトルで公開されることとなった。マーベルとパラマウントはこれらの国々で変更された理由を明らかにしなかった。

### マーケティング
2010年6月、マーベルは本作と『マイティ・ソー』のロゴを公開した。最初のテレビ広告はフォックス放送が中継する第45回スーパーボウルで流された。伝えられるところによれば、パラマウントは30秒の広告を出すために300万ドルを支払っている。予告編第一弾は2011年3月に公開された。
　2011年2月にマーベル・コミックは映画のサイドストーリーを描いたデジタル・コミックを発表した。
　映画とタイアップしてコンピュータゲーム作品 Captain America: Super Soldier がXbox 360、PlayStation 3、Wii、PlayStation Portable、ニンテンドーDSでセガより発売された（日本では未発売）。7月にはモバイルゲーム作品 Captain America: Sentinel of Liberty がリリースされた。さらに同様に玩具も発売された。

### ホームメディア
北米では2011年10月25日にDVD、Blu-ray、Blu-ray 3Dが発売。日本では2012年2月24日にパラマウント ジャパンより発売された。

## 評価

### 興行収入
2011年7月22日に北米で公開され、金曜日の深夜上映のみで約400万ドル、金曜日全体では2570万ドルを記録した。初週末3日間では約6510万ドルと、2011年のスーパーヒーロー映画としては『マイティ・ソー』（6570万ドル）に次いで高い初動記録となった。2011年10月10日時点で、北アメリカで約1億7500万ドル、世界全体で約3億6200万ドルを記録。

### 批評家の反応
Rotten Tomatoesでは206のレビュー中78%が支持を表明し、平均点は10点満点中6.9点となった。Metacriticでは36のレビューで100点満点中平均66点を獲得した。
　『オーランド・センチネル』のロジャー・ムーアは、「ジョーストン監督は『スター・ウォーズ』、『レイダース/失われたアーク《聖櫃》』への愛ある参照で、ナチスがあり、ライトでクレイバーで、バランスの良い冒険映画を提供してくれた」と肯定的なレビューを書いた。『シカゴ・サンタイムズ』のロジャー・イーバートは4つ星満点で3つ星を与えた。『ニューヨーク・タイムズ』のA・O・スコットは「中々楽しめた」と評した。
　一方、『ザ・ヴィレッジ・ヴォイス』のロング・ワースは、「陳腐で感傷的な2時間に、まったく不要な後付け変換3D」と否定的なレビューを書いた。『バラエティ』のPeter Debrugeは、「『キャプテン・アメリカ/ザ・ファースト・アベンジャー』はマーベル・スタジオの『アベンジャーズ』の前日譚のようだ」と述べた。『ハリウッド・リポーター』のカーク・ハニーカットは「『アイアンマン』2作品や『インクレディブル・ハルク』と同じく次夏の『アベンジャーズ』の続くマーベル映画の前日譚として、本作は少し単純すぎて、ルーチンである」と書いた。

### 受賞歴
| 賞                           | 部門                         | 候補者                                            | 結果       |
| ---------------------------- | ---------------------------- | ------------------------------------------------- | ---------- |
| ティーン・チョイス・アワード | 夏の映画賞                   |                                                   | ノミネート |
| ティーン・チョイス・アワード | 夏の映画男優賞               | クリス・エヴァンス                                | ノミネート |
| スクリーム賞                 | アルティメット・スクリーム賞 |                                                   | ノミネート |
| スクリーム賞                 | SF映画賞                     |                                                   | ノミネート |
| スクリーム賞                 | SF女優賞                     | ヘイリー・アトウェル                              | ノミネート |
| スクリーム賞                 | SF男優賞                     | クリス・エヴァンス                                | ノミネート |
| スクリーム賞                 | 悪役賞                       | ヒューゴ・ウィーヴィング - レッド・スカル役       | ノミネート |
| スクリーム賞                 | スーパーヒーロー賞           | クリス・エヴァンス - キャプテン・アメリカ役       | 受賞       |
| スクリーム賞                 | 助演男優賞                   | トミー・リー・ジョーンズ                          | ノミネート |
| スクリーム賞                 | ブレイクアウト女性演技賞     | ヘイリー・アトウェル                              | ノミネート |
| スクリーム賞                 | 格闘シーン賞                 | 最終決戦: キャプテン・アメリカ vs. レッド・スカル | ノミネート |
| スクリーム賞                 | 3D映画賞                     |                                                   | ノミネート |
| スクリーム賞                 | コミック映画賞               |                                                   | ノミネート |

## 他のMCU作品とのタイ・イン
前述のとおり本作は複数のマーベルの実写映画作品で世界観を共有する「マーベル・シネマティック・ユニバース」（MCU）の一作であり、スタッフロールの後に2012年公開の映画『アベンジャーズ』の予告編が流れる。それ以外にも他のマーベル作品とのクロスオーバーが図られている。
- スーパーソルジャー計画は戦後再開され、超人血清の開発が進められた。しかし血清は未完成のまま人体に投与されてしまったため、『インクレディブル・ハルク』においてハルク、アボミネーションを生み出すことになってしまう。
- キャプテン・アメリカのシールドやコスチュームを開発したハワード・スタークは『アイアンマン』シリーズのトニー・スタークの父親である。また、キャプテン・アメリカのシールドの素材として使われている架空の元素「ヴィブラニウム」は『ブラックパンサー』にてキー・アイテムとなる、宇宙から隕石としてもたらされた超金属と同じものである。
- 本作のキーアイテムとなる「コズミック・キューブ」は『マイティ・ソー』に登場した「オーディンの宝物庫」から出たという伝説を持ち、『マイティ・ソー』のエンドクレジットの後にも特殊機関S.H.I.E.L.D.とニック・フューリーによって保管されたコズミック・キューブが登場する（このシーンは、次回作『アベンジャーズ』に繋がる）。また、コズミック・キューブの暴走によってレッド・スカルが消滅するシーンは『マイティ・ソー』にて登場人物が異世界へと移動するシーンとよく似ている。
- 終戦直後のアメリカを舞台としたテレビドラマ『エージェント・カーター』は本作に登場するペギー・カーターを主人公としたスピンオフである。
- 劇中でスティーブが戦時国債販売促進のショーで着用していたコスチュームは、原作版コスチュームに近いデザインとなっている。
- 終盤、キューブの暴走で消滅したと思われていたレッド・スカルは、ヴォーミアという星に移動させられ、現代まで生きていたことが『アベンジャーズ/インフィニティ・ウォー』で明かされた。

## 続編
2011年4月、クリストファー・マルクスとスティーヴン・マクフィーリーは続編の脚本を書いていると発言した。2012年7月、ディズニーとマーベルがサンディエゴ・コミック・コンでタイトル『Captain America: The Winter Soldier』とそのロゴを発表した。公開予定日は2014年4月4日である。